# Uday Taleb
Uday Taleb Jawad (en árabe: عدي طالب; Irak, 1 de julio de 1981) es un futbolista iraquí. Juega de portero y su equipo actual es el Dohuk FC.

## Trayectoria
Uday Taleb empezó su carrera profesional en 2002 en el Al-Shorta. Con este equipo consigue ganar la Umm Al Ma’arak Cup.
Al año siguiente ficha por el Al-Zawraa, club con el que conquista el título de Liga en 2006.
Luego se une al Al Minaa Sport club, regresando al equipo donde se formó en las categorías inferiores.
En 2008 firmó un contrato con su actual club, el Dohuk FC.

## Selección nacional
Ha sido internacional con la Selección de fútbol de Irak en 5 ocasiones. Su debut con la camiseta nacional se produjo en 2002.
Formó parte del equipo olímpico que participó en el Torneo masculino de fútbol en los Juegos Olímpicos de Atenas 2004 y que llegó a semifinales.
Ha sido convocado para dispuar la Copa FIFA Confederaciones 2009.

## Clubes
| Club                 | País | Año       |
| -------------------- | ---- | --------- |
| Al-Shorta            | Irak | 2002-2003 |
| Al-Zawraa Sport Club | Irán | 2003-2006 |
| Al Minaa Sport club  | Irak | 2006-2008 |
| Dohuk Football Club  | Irak | 2008      |

## Palmarés
- 1 Umm Al Ma’arak Cup (Al-Shorta, 2003)
- 1 Liga de Irak (Al-Zawraa, 2006)